# Бамбергское уложение

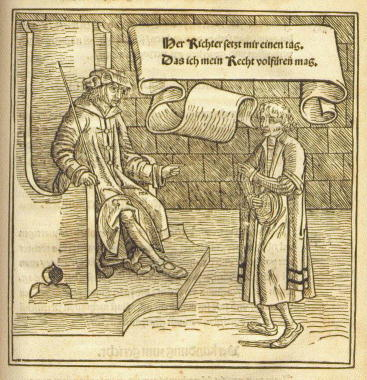
Титульная страница «Бамбергского уложения»

Бамбергское уложение (нем. Bambergische Peinliche Halsgerichtsordnung, лат. Lex bambergensis) или Constitutio Criminalis Bambergensis — уголовное уложение, составленное в 1507 году бароном Иоганном фон Шварценбергом по поручению князя-епископа Бамбергского Георга III Шенк фон Лимпурга (нем. Georg III. Schenk von Limpurg) (Архиепархия Бамберга).
Уложение регулировало уголовное и процессуальное право в Бамберге и послужило основой для создания императором Карлом V общеимперского уголовного кодекса Constitutio Criminalis Carolina 1532 года.